# Andrés Larroque
Andrés "Cuervo" Larroque (Buenos Aires, 26 de enero de 1977) es un militante y dirigente argentino. Fue diputado nacional por la Ciudad Autónoma de Buenos Aires y la provincia de Buenos Aires por el Frente para la Victoria, Unidad Ciudadana y el Frente de Todos. Actualmente es ministro de Desarrollo de la Comunidad de la provincia de Buenos Aires.

## Biografía

### Comienzos en la militancia
Los inicios de Andrés Larroque en la militancia política se remontan a 1995, al dar sus primeros pasos en el Centro de Estudiantes del Colegio Nacional de Buenos Aires, del que llegó a ser presidente al año siguiente, aunque ya había participado en actividades políticas desde los 13 años de edad. Por llevar puesta constantemente una camiseta del Club Atlético San Lorenzo de Almagro, también por esos años, fue apodado de «Cuervo» por sus compañeros, apelativo con el que quedó conocido para siempre.

### La Cámpora
En los primeros años de la década de 2000, fue uno de los fundadores de la agrupación juvenil La Cámpora. Larroque explica que aquellos que militaban desde un principio en la agrupación eran kirchneristas, desde luego, pero sin vínculos directos con el gobierno de Néstor Kirchner, es decir, militantes inorgánicos. «Entonces empezamos a ir a todos los actos de Néstor y se dio que un día nos llamaron. Tuvimos una reunión con él y pensaba muy parecido a nosotros, quizá estaba a la izquierda de nosotros», comentó en una entrevista al diario La Nación. Desde entonces la vinculación con el kirchnerismo se hizo orgánica y La Cámpora pasó a formar parte de la base política del gobierno.
Llegó a secretario general de la agrupación y confesó luego que se sintió «sorprendido» por la cantidad de militantes que se acercaron a la agrupación en los momentos más tensos del gobierno de Cristina Kirchner: el conflicto por el lockout patronal de 2008 y, más recientemente, el debate por la Ley de Medios. Por esta concurrencia de jóvenes a La Cámpora, Larroque describe a la agrupación como «la contracara de muchos dirigentes de hoy que tienen ataques de peronitis selectiva y de otros que traicionaron la voluntad popular a los meses de asumir».
Larroque sostiene que fortalecer la militancia es la tarea principal, en el sentido de crear una organización lo más grande posible para apoyar y defender al proyecto nacional en el territorio. Desde su punto de vista, la militancia tiene «un rol de defensa frente a los ataques que se centran sobre este gobierno».
En la conducción de La Cámpora, Larroque ha priorizado la presencia territorial mediante la promoción de jornadas de trabajo solidario, como las realizadas en el conurbano bonaerense tras las inundaciones ocasionados por fuertes lluvias, en 2012. Allí los militantes colaboraron con los vecinos en la realización de tareas como la reparación de las viviendas afectadas, talando árboles y limpiando calles afectadas por el temporal, entre otras. Además, impulsó la creación de comedores comunitarios y la fundación del Frente Barrial 19 de Diciembre de Villa Lugano, Bajo Flores y Villa Soldati.
También se ha definido durante su conducción que La Cámpora dispute espacios juveniles, principalmente universitarios y secundarios, con una marcada presencia entre los estudiantes, ha sido respaldado por sectores de la sociedad, sobre todo referentes de movimientos sociales, de agrupaciones militantes por los Derechos Humanos y del periodismo. donde también realizaron operativos de ayuda durante desastres climáticos y tareas de ayuda en barrios marginales.

### Funcionario público
El 14 de mayo de 2010 fue designado al frente de la Subsecretaría para la Reforma Institucional y Fortalecimiento de la Democracia, subsecretaría en la que ya se desempeñaba como director desde 2009 y que es dependiente de la Jefatura de Gabinete de la Nación. Asumió este cargo en reemplazo de María Cristina Perceval, elaborando un proyecto de Ley de Acceso a la Información Pública que garantice este derecho a todas las personas sin necesidad de explicar el motivo y la obligación de los tres poderes del Estado de digitalizar y exponer públicamente todas las resoluciones.

### Diputado nacional (2011-2019)
Al año siguiente, se postuló como tercer candidato a diputado nacional en la lista del Frente para la Victoria y por el distrito de la Ciudad de Buenos Aires, habiendo sido finalmente electo para este mandato legislativo. En una sesión en la que estuvo presente el recuerdo del expresidente Néstor Kirchner, Larroque juró, al asumir su mandato de diputado, «por Néstor Kirchner y por toda la militancia».
En 2013 presentó un proyecto de ley contra la discriminación que incorpora aspectos que no estaban regulados en la ley actual que data de 1988 que va en línea con el Plan Nacional Contra la Discriminación. aprobado por Néstor Kirchner en 2006. Un proyecto para prohibir los avisos, publicaciones, publicidades o cualquier otro tipo de mensajes que promuevan la oferta sexual o hagan explícita o implícita referencia a la solicitud de personas destinadas al comercio sexual, a través de cualquier medio de comunicación para jerarquizar el decreto 936 por el que se prohibieron en 2011 los anuncios que promuevan la oferta sexual y la trata y darle fuerza de ley. En 2016 presentó ante la Cámara de Diputados de la Nación un proyecto de resolución en repudio a la represión ejercida por las fuerzas de seguridad a la protesta del gremio La Bancaria durante un reclamo de los despidos de trabajadores en el Banco Central efectuados por Federico Sturzenegger y junto con otros referentes un proyecto contra la terciarización y precarización laboral. En 2013 presentó un proyecto de ley “Estatuto para los teleoperadores de centros de atención de llamadas (Call Centers)” donde se determina que la jornada diaria de trabajo no podrá exceder las seis horas y la nocturna no podrá ser mayor de cinco horas y media, se otorgará un descanso de quince minutos cada dos horas trabajadas.
El 7 de diciembre de 2017 fue procesado por la causa AMIA y sobreseído en 2021.
Renovó su banca de diputado en 2015 y en 2019, en esta última ocasión representando a la provincia de Buenos Aires. 

### Ministro de Desarrollo de la Comunidad de la provincia de Buenos Aires
En 2020 fue designado ministro secretario de Desarrollo de la Comunidad de la provincia de Buenos Aires por el gobernador Axel Kicillof.

### Rol como exmiembro de La Cámpora
Desde que se alejó de La Cámpora y sobre todo desde abril del 2024 se ha mostrado muy crítico de la agrupación a la que él perteneció, quienes lo acusaron de extorsionar a Axel Kicillof e incluso de hacer caer el presupuesto 2025 de la provincia de Buenos Aires.